# Timo Zahnleiter
Hans-Dieter Timo Zahnleiter (ur. 16 grudnia 1948 w Mannheim) – niemiecki piłkarz występujący na pozycji pomocnika. Trener piłkarski.

## Kariera piłkarska
Zahnleiter karierę rozpoczynał w 1967 roku w VfR Mannheim. Następnie grał w TSV 1860 Monachium, a w 1974 roku przeszedł do greckiego zespołu AEK Ateny. W 1975 roku, a także w 1976 roku wywalczył z nim wicemistrzostwo Grecji. W 1977 roku wrócił do Niemiec, gdzie grał w VfR Bürstadt, a także drugoligowej Wormatii Worms, gdzie w 1981 roku zakończył karierę.

## Kariera trenerska
Zahnleiter karierę rozpoczynał w 1983 roku w drugoligowym SV Darmstadt 98. Pracował tam do marca 1984 roku. W grudniu 1986 roku został trenerem pierwszoligowego Eintrachtu Frankfurt. W Bundeslidze zadebiutował 5 grudnia 1986 roku w przegranym 0:1 meczu z Borussii Dortmund. Zahnletier prowadził Eintracht do końca sezonu 1986/1987 i zajął z nim 15. miejsce w Bundeslidze.
Następnie Zahnleiter prowadził Viktorię Aschaffenburg, a w listopadzie 1990 roku został szkoleniowcem enerdowskiego Energie Cottbus z DDR-Oberligi. Pracował tam do kwietnia 1991 roku. Następnie trenował VfR Marburg, Rot-Weiß Walldorf, greckie drużyny PAS Janina, Ethnikos Pireus, Ethnikos Asteras oraz Anagennisi Karditsa, a także niemiecki SV Seckenheim.